# Rivière à l'Ours Ouest
Pour les articles homonymes, voir Rivière à l'Ours et Ours (homonymie).
La rivière à l'Ours Ouest est un affluent de la rivière à l'Ours, coulant dans la municipalité de Havre-Saint-Pierre, dans la municipalité régionale de comté (MRC) de Minganie, dans la région administrative de la Côte-Nord, dans la province de Québec, au Canada.
Hormis la route 138 desservant la partie inférieure de la rivière à l'Ours, cette vallée est desservie par des routes d'hiver en motoneiges.
La surface de la rivière à l'Ours Ouest est habituellement gelée du début de novembre à la fin avril, sauf les zones de rapides; toutefois la circulation sécuritaire sur la glace se fait généralement de la fin novembre au début d'avril.[réf. nécessaire]

## Géographie
La rivière à l'Ours Ouest tire sa source d'un lac non identifié (longueur: 2,5 km; altitude: 119 m) situé dans Havre-Saint-Pierre. Ce lac de tête entouré d'un ensemble de petits lacs. L'embouchure de ce lac de tête est située sur la rive nord-est. Cette embouchure est située à:
- 40,3 km au nord-est du centre-ville de Havre-Saint-Pierre;
- 24,9 km au nord-ouest de l'embouchure de la rivière à l'Ours[3].

À partir de l'embouchure du lac de tête, la rivière à l'Ours Ouest coule sur 28,4 km avec une dénivellation de 79,6 m, surtout en zone forestière, selon les segments suivants:
- 1,5 km vers le nord-est en traversant quatre petits lacs, puis vers le sud-est en traversant le quatrième lac, jusqu'à son embouchure;
- 7,7 km vers le sud-est en traversant le lac Cormier (longueur: 6,8 km; altitude: 87,9 m), jusqu'à son embouchure;
- 3,3 km vers le sud-est en traversant le lac Mannier (longueur: 2,9 km; altitude: 85,6 m), jusqu'à son embouchure;
- 3,4 km vers le sud-est en traversant le Petit lac Uatnakantuk (longueur: 3,3 km; altitude: 76 m), jusqu'à son embouchure;
- 2,2 km vers le sud-est, jusqu'à la décharge du ruisseau du détour (venant du sud-ouest);
- 8,6 km d'abord vers le sud-est, puis vers l'est en formant quelques boucles, en traversant des zones de marais, jusqu'à une rivière (venant du nord-ouest);
- 1,7 km vers l'est, en formant un crochet vers le nord, jusqu’à son embouchure[3].

La rivière à l'Ours Ouest se déverse sur la rive sud-ouest de la rivière à l'Ours, dans un secteur où il y a plusieurs zones de marais. Cette confluence est située à:
- 2,1 km au nord de la route 138;
- 4,3 km au nord-ouest de l'embouchure de la rivière à l'Ours;
- 21,1 km au sud-ouest de Baie-Johan-Beetz;
- 37 km au nord-est du centre du village de Havre-Saint-Pierre[3].

À partir de l’embouchure de la rivière à l'Ours Ouest, le courant suit le cours de la rivière à l'Ours sur 5,8 km vers le sud-est, puis traverse sur 2,9 km vers l'est la Baie Victor jusqu'à contourner l'île à Victor, qui fait partie de la rive nord de l’estuaire du Saint-Laurent.

## Toponymie
Le toponyme « rivière à l'Ours Ouest » a été officialisé le 5 décembre 1968 à la Banque des noms de lieux de la Commission de toponymie du Québec.